# Pietro Abbà Cornaglia
Pietro Abbà Cornaglia (* 20. März 1851 in Alessandria, Piemont; † 2. Mai 1894 in Alessandria) war ein italienischer Komponist, Pianist, Organist, Chorleiter, Musikpädagoge und Musikhistoriker.

## Leben
Pietro Abbà Cornaglias Vater war Maurizio Abbà. Seine Mutter Angela Molinari war Hutmacherin. Nach Maurizios Tod heiratete Angelina den Lehrer Pietro Cornaglia. Daher rührt auch der doppelte Nachname. Cornaglia weckte in dem Jungen das Interesse an Musik und dieser erhielt von ihm den ersten Musikunterricht. Mit sechs Jahren spielte er bereits Orgel. Mit acht Jahren spielte er in feierlichen Gottesdiensten und Konzerten. Das Mailänder Konservatorium besuchte er von 1868 bis 1871 und studierte Klavier bei Antonio Angeleri, Orgel bei Francesco Almasio, Komposition bei Lauro Rossi und Alberto Mazzucato sowie Literatur bei Emilio Praga. Seine Abschlussarbeit, die Kantate Caino ed Abele (Kain und Abel), erhielt einen ersten Preis und eine Ehrenmedaille. 1870 wurde seine Klavierkomposition, der Valzer elegante Il Reno, bei der Ausstellung der Schönen Künste in Alessandria prämiert.
Er erarbeitete sich bald einen guten Ruf. 1875 gab er ein in Turin ein sehr beachtetes Benefizkonzert für das Comitato dei Veterani delle patrie battaglie 1848–1849 [Komitee der Veteranen des Freiheitskampfes 1848–1849]. In dieser Zeit schrieb er einige von den Zeitgenossen geschätzte kirchen- und kammermusikalische Werke. Er gewann einen Kompositionswettbewerb der Accademia Santa Cecilia in Rom zum 27. Todestag Carlo Albertos I mit einer Messa di Requiem. Dieses Werk wurde am 28. Juli 1876, dem Todestag, mit großem Orchester im Turiner Dom uraufgeführt. 1877 folgte in Mailand seine erste Oper, Isabella di Spinola. Sie wurde unter der Leitung von Arrigo Boito am 20. Mai uraufgeführt und an zehn Abenden wiederholt. Verschiedene italienische, musikalische Fachzeitschriften veröffentlichten in dieser Zeit einige seiner Kompositionen.
Als Konzertpianist unternahm er Konzertreisen. nach Deutschland und Spanien. Schließlich kehrte er wieder nach Alessandria zurück. Ab 1880 bis zu seinem Tod war er Kapellmeister und Organist an der Kathedrale in Alessandria. Er gründete eine Schule für Komposition, Kontrapunkt, Gesang und Klavier und leitete Konzerte der Associazione filarmonica alessandrina [Philharmonischer Verein Alessandria]. 1884 wurde in Venedig die Oper Maria di Warden uraufgeführt.
Am 28. August 1888 heiratete er seine ehemalige Schülerin, die Klavierlehrerin Elisa Costa aus Vercelli. 1892 folgte in Pavia die Uraufführung der Oper Una partita a scacchi. In der Musikzeitung Gazzeta musicale di Milano aus Mailand schrieb er Musikkritiken über musikalische Aktivitäten in Alessandria. So am 4. Juni 1893 zur Aufführung der Oper Otello von Giuseppe Verdi. 1894 starb er in Alessandria an einer schlecht behandelten Appendizitis.
Der Sänger Vincenzo Benedetto, Mezzosopran-Altstimme mit Tonumfang von kleinem g bis zum dreigestrichenen c ohne Falsett, war ein Gesangsschüler Abba Cornaglias.

## Werke (Auswahl)

### Bühnenwerke
- Isabella Spinola; Uraufführung am 20. Mai 1877, Teatro Carcano in Mailand;[8][9] 1878 wurde im Teatro Carlo Felice in Genua eine umgearbeitete Fassung aufgeführt, die vom Publikum wohlwollender als bei der Uraufführung aufgenommen wurde.[10]
- Maria di Warden; Uraufführung im Rossini-Theater in Venedig am 29. November 1884.[11]
- Una partita a scacchi; [Eine Partie Schach]; Uraufführung am 13. Februar 1892 am Teatro Fraschini in Pavia.[12][13][14]

### Kirchenmusik (Auswahl)
- Kantate Caino e Abele, 1871 Das Programm der Kantate beinhaltet das Opfer Abels, den Zorn Kains, den Mord, den Fluch Gottes und die Flucht Kains.[2]
- Magnificat für Solotenor, Männerchor (Tenor, Tenor, Bariton) und Orgel As-Dur RISM ID: 850039892
- Messa da Requiem; uraufgeführt im Turiner Dom am 28. Juli 1876
- Messa breve a due parti corali; für 2 Chorstimmen und Orgel; hrsg. bei Francesco Blanchi, Turin 1882.[15]
- Salve regina per il Postcommunio für Gesang und Orgel; hrsg. bei Francesco Blanchi, Turin.[16]

### Für Gesang, Violine und Klavier
- E tu dormi: Notturno für Gesang, Violine und Klavier;hrsg. bei Sonzogno, Mailand; Textanfang: Poco l’ora e o mai lontana.[17]

### Für Gesang und Klavier
- La maliziosa: Ritornello brillante; Text: Rodolfo Paravicini; Textanfang:Il mio bel damo mi diede un fiore; hrsg. bei Sonzogno, Mailand; 7. Mai 1887;[18][19]
- Mi amo per gelosia: Albumblatt: Romanza; in: La musica popolare: Anno IV n. 8; Textanfang: Io piangeva a suoi piedi[20]
- Vorrei essere una rondine: frammento di prosa musicata; Canzone; hrsg. bei Francesco Blanchi, Turin[21]
- L' Oriol infedele: Aria valzer für;Mezzosopran oder Bariton und Klavierbegleitung B-Dur; hrsg. bei Giovanni Canto, Mailand; 1876[22]
- Non mi negar amore! Romanza für Tenor oder Mezzosopran mit Klavierbegleitung hrsg. bei Francesco Lucca[23]
- Cos'hai donna?: Walzer für Sopran und Klavier; Text: Enrico Panzacchi; hrsg. bei Francesco Blanchi, Turin[24]
- Amor sublime!: für Gesang und Klavier; Text: Übersetzung eines Sonetts von Heinrich Heine: traduzione di un sonetto d’Heine; hrsg. bei Sonzogno, Mailand, 1884 OCLC 733124312
- Era la tenda; Melodie; Textanfang: Questa notte allungai la passeggiata;hrsg. bei Sonzogno, Mailand[25]

### Für Klavier, vierhändig
- Accordez le violon: Polka capriccio caratteristica G-Dur: hrsg. bei Giovanni Canti, Mailand[26]
- Isabella Spinola; Sinfonia; Bearbeitung für Klavier zu vier Händen von Pietro Abbà Cornaglia; e-moll; hrsg. bei Francesco Blanchi, Turin[27]
- Sangue italiano: Gran valzer di concerto; B-Dur; hrsg. bei Giovanni Canti, Mailand; 1876[28]
- Sempre avanti Savoia|.. (Regina Margherita):Grandioso marziale; Marsch; B-Dur; gewidmet: Ai nostri Prodi in Africa [unseren Helden in Afrika]; hrsg. bei A. Pigna in Mailand[29]
- Spagnoletta; d-moll; hrsg. bei G. Ricordi&Co.; Mailand[30]

### Für Klavier
- Alle porte del Paradiso [Vor den Toren des Paradieses]: Coro serafico senza parole; introduzione al canto del Paradiso di Dante F-Dur; Tito di Gio. Ricordi e Francesco Lucca di G. Ricordi; 1892[31]
- L' Ave Maria della sera [Das Ave Maria am Abend]: Meditazione; B-Dur; hrsg. bei Francesco Lucca, Mailand; prämiert mit einer Medaille bei der Ausstellung der schönen Künste in Alessandria[32]
- Il bacio degli angeli [Der Kuss der Engel]; Capriccio grazioso Es-Dur; hrsg. bei Francesco Lucca, Mailand; prämiert mit einer Medaille bei der Ausstellung der schönen Künste in Alessandria[33]
- Che cos'e l’amor? [Was ist die Liebe?]: Risposta melodica As-Dur;hrsg. bei Giovanni Canti, Mailand[34]
- La danza degli amori [Der Tanz der Liebe]: Capriccio elegante Des-Dur[35]
- Desiderio [Begehren]: Romanza senza parole [Romanze ohne Worte]; hrsg. bei Giudici e Strada, Turin[36]
- Espansioni dell’anima [Erweiterungen der Seele]: Capriccio grazioso Es-Dur; hrsg. bei Giovanni Canti, Mailand[37]
- Gara velocipedistica [Radrennen]: Galoppo imitativo per pianoforte; hrsg. bei Giudici e Strada; Turin[38]
- Inni d’amore [Liebeslieder]: Polka elegante F-Dur; hrsg. bei Giovanni Canti, Mailand; anlässlich der Hochzeit von Vittoria Panelli und Giuseppe Pogio[39]
- Lontan dagli occhi![Aus den Augen]; Pensiero affettuoso g-moll; hrsg. bei Francesco Lucca, Mailand OCLC 497020021
- Luna di miele [Flitterwochen]: Capriccio D-Dur; hrsg. bei Francesco Lucca, Mailand; 1884[40]
- Nell'harem [Im Harem]: Pensiero grazioso Es-dur; hrsg. bei Giovanni Canti, Mailand[41]
- Non oso! [Ich wage es nicht]: Capriccietto; zur Hochzeit von Lina Farina und Prof. Carlo Broggio; Tito di Gio. Ricordi e Francesco Lucca di G. Ricordi e C; 1892[42]
- Le nozze di Pulcinella [Die Hochzeit der Pulcinella]; Scherzo caratteristico F-Dur; hrsg. bei Francesco Lucca, Mailand[43]
- Il Reno [Der Rhein]: Valzer elegante; hrsg. bei Giovanni Canti, Mailand; prämiert mit einer Medaille bei der Ausstellung der schönen Künste in Alessandria 1870[3][44]
- Rimembranze di Torino [Erinnerungen an Turin]: Mazurka elegante Es-Dur; hrsg. bei Giovanni Canti, Mailand; prämiert bei verschiedenen Wettbewerben mit Gold-, Silber- und Bronzemedaille sowie Ehrendiplom[45]
- Sorriso e pianto [Lächeln und Tränen]: Capriccio grazioso As-Dur; hrsg. bei Giovanni Canti, Mailand; prämiert mit einer Medaille bei der Ausstellung der schönen Künste in Alessandria[46]
- Storielle amorose [Liebesgeschichten]: Illustrazione melodica G-dur; hrsg. bei Giovanni Canti, Mailand[47] Strali d’amore [Pfeile der Liebe]: Scherzo caratteristico Es-Dur; hrsg. bei Giovanni Canti, Mailand; prämiert mit einer Medaille bei der Ausstellung der schönen Künste in Alessandria[48]
- Strali d’amore [Pfeile der Liebe]: Scherzo caratteristico Es-Dur; hrsg. bei Giovanni Canti, Mailand; prämiert mit einer Medaille bei der Ausstellung der schönen Künste in Alessandria[49]
- Vita coniugale [Eheleben]: Capriccio alla mazurka Es-Dur; hrsg. bei Giovanni Canti, Mailand[50]

Des Weiteren komponierte er Klaviermusik, Kammermusik, Orgelstücke und Lieder.

## Schriften
- Sulla introduzione del canto popolare in tutte le masse di comunità, e specialmente nella scuola (1880)
- Impressioni d’un viaggio in Germania (1881). [Eindrücke einer Reise nach Deutschland]
- Storia e filosofia della musica, Alessandria 1881

## Auszeichnungen
Neben den Preisen für seine beiden Kompositionen Caino e Abele und Messa da Requiem gewann er noch weitere Preise bei Ausstellungen und Wettbewerbe. Er erhielt den Orden der Krone von Italien [Croce di' cavaliere della Corona d' Italia.] Ordensklasse Ritter.